# عبد الكريم المدرس
العلامة الشيخ عبد الكريم بن محمد بن فاتح بن سليمان المدرس المشهور بالشيخ عبد الكريم بيارة شغل منصب مفتي العراق، وهو من أعلام العراق وكردستان، فقيه، ومحدث، ومفسر، ولغوي، وأديب.

## ولادته
ولد في شهر ربيع الأول 1323 هـ/ أيار 1905م. في قرية بيارة في إقليم كردستان العراق.

## مسيرته العلمية
- بدأ دراسته عندما بلغ سن التمييز فختم القرآن الكريم وبعض الكتب الدينية الصغيرة.
- تجول في المدارس ووقع تحت رعاية أحد العلماء فقرأ عنده المقدمات في النحو والصرف.
- دخل مدرسة (خانقاه دورود) في إدارة حضرة الشيخ علاء الدين بن الشيخ عمر ضياء الدين بن الشيخ عثمان سراج الدين، ودرس النحو والمنطق وآداب البحث والفقه والفلك.
- من اساتذته كذلك العالم الملا محمود بالك.
- أقام في خانقاه حضرة مولانا خالد حيث درس على يد العلاَّمة الشيخ عمر القرة داغي علوم البرهان والتشريح والحساب والحكمة والاسطرلاب والبلاغة والفقه.
- حصل على الإجازة العلمية من العلاَّمة الشيخ عمر القرة داغي وذلك في محفل كبير حضره كبار العلماء سنة 1344 هـ.[2]
- استلم التدريس في بيارة للأعوام 1347هـ - 1371هـ.
- في سنة 1373 هـ عين مدرسا في مسجد الحاج حان في محلة ملكندي، وبعدها انتقل إلى مدينة كركوك حيث بقي في تكية جميل الطالبان.
- انتقل إلى بغداد في سنة 1379 هـ حيث بقي إماما في جامع الأحمدية ثم عين مدرسا في جامع حضرة الشيخ عبد القادر الجيلاني.[3]
- اجتمع عليه كثير من طلاب العلم الشرعي من مختلف انحاء العالم الإسلامي، من ماليزيا شرقا إلى مملكة المغرب غربا من جاوة وماليزيا وبنغلادش وباكستان وأفغانستان وتركيا ومصر والمغرب والجزائر ومن العراق.

وكانت تزوره البعثات العلمية من الجامعات الإسلامية مثل الجامع الأزهر وجامع الزيتونة وجامعة القرويين وجامعة دار الندوة الهندية وغيرها.
- استمر في التدريس حتى بعد تقاعده في سنة 1393 هـ.[4]
- تكفله أولاد الشيخ عبد القادر الكيلاني بالبقاء في الحضرة القادرية لإفتاء المسلمين في الأحكام الشرعية واستمر في إلقاء الدروس على الطلاب. ومنهم تلميذه الشيخ عفيف الكيلاني.[5]

## وفاته
توفي في يوم الاثنين 27 رجب 1426 هـ / 29 آب 2005م.
وتم تشييعه في موكب مهيب ودفن في مقبرة الحضرة القادرية.

## بعض مؤلفاته باللغة العربية
- إرشاد الأنام إلى أركان الإسلام.
- إرشاد الناسك إلى المناسك.
- إسناد الأعلام.
- إعلام بالغيب وإلهام بلا ريب.
- الأنوار القدسية في الأحوال الشخصية.
- الفرائد الجديدة.
- القصيدة الوردية في سيرة خير البرية.
- الوردة العنبرية في سيرة خير البرية.
- الوسيلة في شرح الفضيلة.
- جواهر الفتاوى.
- جواهر الكلام في عقايد أهل الإسلام.
- خلاصة جواهر الكلام.
- رسائل الرحمة في المنطق والحكمة.
- رسائل العرفان.
- صفوة اللآلي.
- علماؤنا في خدمة العلم والدين.
- مواهب الرحمن في تفسير القرآن.
- نور الإسلام.
- نور الإيمان.[8]

## بعض مؤلفاته باللغة الكردية
- باخچەی گوڵان / حديقة الورود.
- بارانی ڕەحمەت / مطر الرحمة.
- بەهارو گوڵزار / الربيع والرياض.
- بنەماڵەي زانياران / أسرُ العُلماء.
- بهارستان مولانا جامى / عالم ربيع مولانا جامي.
- تەصريفي زنجاني / تصريف الزنجاني.
- تەفسيري نامي / تفسيرُ نامي.
- پەناو سكاڵا / مديحٌ وتضرُّع.
- حەج نامه / رسالة الحج.
- خوڵاصەي تەفسيري نامي / مختصر تفسير نامي.
- دانشمندان كرد - در خدمت علم ودين / علماؤنا في خدمة العلم والدين.
- دوو رشتەي مرواري / حلقتان من اللؤلؤ.
- ديوانی فەقێ قادري هەماوەند / ديوان فقي قادر الهماوندي.
- ديوانی مححوي / ديوان محوي.
- ديوانی مەولەوي / ديوان مولوي.
- ديوانی نالي / ديوان نالي الشهرزوري.
- ڕۆژگاری ژيانم / أيامُ حياتي.
- ڕێگای بەهەشت / طريق الجنة.
- ڕێگای پێغەمبەر صلى الله عليه وسلم / سبيل الرسول.
- سەرچاوەی ئايين / منبع الدين.
- سۆسەنی كۆسار / سَوسَنةُ الجبال.
- شەريعەتي ئيسلام - بة ركى 1,2,3,4 / الشريعة الإسلامية/ أربعة أجزاء.
- شەمامەی بۆندار / الشمامة العطرة.
- شەوچرا / سراجُ الليل.
- شمشێر كاری / السيف البتّـار.
- عەقيدەی مرضية / العقيدة المرضية.
- فوائد الفوائح / فوائد الفوائح.
- كەراماتي حضرة ضياء الدين «قدس سره» / كرامات حضرة عمر ضياء الدين «قدس سره».
- لەپەنای پێغەمبەر صلى الله عليه وسلم / في ظلال الرسول.
- ليمۆی مەزەدار / الليمونة الذيذة.
- مەولود نامەو ميعراج نامه / رسالة المولد النبوي ورسالة المعراج.
- نوسراوەكانی كاك أحمدی شيخ / مكتوبات كاك أحمد الشيخ.
- مناجات (پاڕانەوەكان) / المناجاة.
- نامەی بەختيار / رسالة السعيد.
- نامەي پيرۆز / الرسالة المقدسة.
- نامەي هۆشيار / رسالة النبيه.
- نامەي بۆدار / الرسالة العطرة.
- نوورى ئيسلام / نور الإسلام.
- نووری قورئان / نور القرآن.
- هۆنراوه لەپەناي پێغەمبەر وياوهرانيدا / منظومة شعرية في مدح الرسول والأصحاب.
- وەفات نامه / رسالة الوفاة.
- وهنەوهشەی نازدار / البنفسجة المدللة.
- ووتارى ئايينى / الخطب الدينية.
- يادي مەردان/ دوو بة رك / ذكريات الرجال/ مجلدان.
- ئەساسي سەعادەت (بناغەي بەختەوەري) / أساس السعادة.
- ئيمان وئيسلام / الإيمان والإسلام.[9]

## بعض مؤلفاته باللغة الفارسية
- رسالة شمشير كاري في رد من أنكر التقليد والاجتهاد. الفه في الثامنة عشر من عمره رداعلى آية الله الكردستاني -من علماء إيران.[10]

## وصلات خارجية
- بعض مؤلفاته باللغة العربية
- بعض مؤلفاته باللغة الكردية
- بعض مخطوطاته باللغة العربية
- بعض مخطوطاته باللغة الكردية
- نماذج من بعض المخطوطات
- سيرته في موقع المكتبة الشاملة
- سيرته في موقع الملتقى الفقهي
- سيرته في موقع ملتقى أهل التفسير